# 大塔尧
大塔尧，是匈牙利赫维什州所辖的一个村。总面积13.19平方公里，总人口860，人口密度65.2人/平方公里（2011年1月1日）。